# Балтасап
Балтаса́п (каз. Балтасап) — село у складі Актогайського району Павлодарської області Казахстану. Входить до складу Жалаулинського сільського округу.
Населення — 216 осіб (2021; 217 у 2009, 272 у 1999, 283 у 1989).
Національний склад станом на 1989 рік:
- казахи — 100 %.